# Grand Prix Flandria
Le Grand Prix Flandria est une ancienne course cycliste belge, organisée de 1958 à 1971 autour de la ville de Zedelghem, située en Région flamande dans la province de Flandre-Occidentale.
Il fait référence à l’Équipe cycliste Flandria professionnelle ayant pour sponsor le fabricant de bicyclettes et motos Flandria, créée en 1957 et qui a disparu à la fin de la saison 1979.
Il n'est pas disputé en 1963, et en 1971, il prend le nom de Mémorial Monseré en hommage au coureur cycliste Jean-Pierre Monseré, membre des équipes Flandria-De Clerck-Krüger et Flandria-Mars, décédé en début d'année à l'âge de 22 ans. Il a commencé sa carrière de professionnel en tant que vainqueur du Tour de Lombardie en 1969 et l'a achevé en vainqueur du Tour d'Andalousie en 1971.

## Palmarès
| Année | Vainqueur         | Deuxième          | Troisième           |
| ----- | ----------------- | ----------------- | ------------------- |
| 1958  | Leon Van Daele    | Jozef Schils      | Karel De Baere      |
| 1959  | Jo de Haan        | Marcel Janssens   | Piet van den Brekel |
| 1960  | Bas Maliepaard    | Noël Foré         | Jozef Schils        |
| 1961  | Léopold Rosseel   | Kamiel Buysse     | Constant Goossens   |
| 1962  | Gabriel Borra     | Léopold Rosseel   | André Messelis      |
| 1964  | Marcel Ongenae    | Theo Verschueren  | Ludo Janssens       |
| 1965  | Peter Post        | Gilbert De Smet   | Frans Brands        |
| 1966  | Joseph Mathy      | Romain De Loof    | Frans Aerenhouts    |
| 1967  | Gustaaf De Smet   | Jozef Van Hout    | Gérard David        |
| 1968  | Roger Rosiers     | Lucien Willekens  | Guido Reybrouck     |
| 1969  | Jan Harings       | Walter Godefroot  | Etienne Buysse (nl) |
| 1970  | Eddy Beugels      | Noël Van Clooster | Eric De Vlaeminck   |
| 1971  | Eric De Vlaeminck | Jozef Abelshausen | Edward Janssens     |